# Campoo-Los Valles
Campoo-Los Valles (pronunciado Campó), también citada en ocasiones como merindad de Campoo o Cantabria del Ebro, es una comarca histórica y geográfica de Cantabria (España) situada en el Alto Ebro. Su cota más elevada está en el pico Cuchillón (2222 m s. n. m.) y la más baja, en el municipio de Pesquera (560 m s. n. m.), estando la capital comarcal Reinosa a 849 m s. n. m. La comarca es la más meridional de Cantabria y con algo más de 1000 km², la más grande de la comunidad autónoma, pues ocupa casi el 20 % de la extensión de Cantabria, aunque en ella solo vive alrededor del 3,5 % de la población total de la comunidad. Debe su nombre al valle de Campoo, que ocupa la parte central de la comarca. Limita al este y al sur con Castilla y León (provincia de Burgos), al oeste con esa misma comunidad (provincia de Palencia) y al norte con el Besaya, Saja-Nansa y los Valles Pasiegos. 
A pesar de que ya existe una ley de comarcalización de Cantabria, esta todavía no ha sido desarrollada por lo tanto la comarca no tiene entidad administrativa real.

## Municipios de la comarca
La comarca es una de las mejor delimitadas de Cantabria pues está formada por los municipios que desde el siglo XV se integraron en la merindad de Campoo. Su denominación, Campoo-Los Valles, hace referencia a que su territorio está formado por las partes que conformaban la entidad administrativa de Campoo, esto es, la ciudad de Reinosa y las antiguas Hermandades de Suso, Enmedio, Yuso, Cinco Villas, Los Carabeos, Valdeolea y Valdeprado, y por otra parte los Valles, esto es Valderredible (que tenía derecho a tener alcaldes designados por la autoridad real) y Valdebezana (actualmente municipio burgalés al quedar integrado en esta provincia en el siglo XIX).
La actual división municipal no es exactamente la misma a la de las antiguas Hermandades. Durante la Edad Moderna y especialmente durante la conversión de las antiguas Hermandades en municipios se produjeron algunos cambios como la unión en 1860 de las antiguas Hermandades de los Carabeos y Valdeprado que conformaron el municipio de Valdeprado del Río; la constitución en 1890 del municipio de Las Rozas de Valdearroyo como segregación de Campoo de Yuso; y la creación de los municipios de Pesquera, San Miguel de Aguayo y Santiurde de Reinosa, que anteriormente formaban la Hermandad de las Cinco Villas.

División del territorio de la actual Cantabria en merindades durante la Baja Edad Media y en la que aparece la merindad de Campoo.

Así actualmente la comarca de Campoo-Los Valles está compuesta por los siguientes municipios: 
- Campoo de Enmedio.
- Campoo de Yuso.
- Hermandad de Campoo de Suso.
- Las Rozas de Valdearroyo.
- Pesquera.
- Reinosa.
- San Miguel de Aguayo.
- Santiurde de Reinosa.
- Valdeolea.
- Valdeprado del Río.
- Valderredible.

## Clima
Campoo se encuentra en una zona de transición entre el clima oceánico y el mediterráneo continental de la península ibérica. Encajaría dentro del clima denominado oceánico de transición, con algunos componentes de clima de montaña debido a la altitud de la comarca. Su clima es frío (bastante más que en la Cantabria costera) y húmedo (algo menos que en zonas bajas). Su clima es en realidad una mezcla de dos, al estar por un lado influido por el clima continental (al estar abierto a la meseta castellana) y por otro influido por el oceánico, suavizado éste por las sierras de Isar y la cordillera Cantábrica. Esta transición climática se manifiesta por inviernos muy fríos con frecuentes nevadas y heladas nocturnas entre noviembre y abril y veranos medianamente calurosos durante el día y frescos por la noche (en verano en Campoo hay una gran diferencia térmica entre el día y la noche, pudiéndose alcanzar los 30 grados por el día y desplomarse las temperaturas hasta los 10 grados por la noche). Con Reinosa como bisagra en el centro del valle de Campoo, podemos encontrar una zona más mediterránea, que comprendería los valles del sur como Valderredible y Valdeolea y una zona claramente oceánica hacia el norte en Pesquera, ya río Besaya abajo.
En cuanto a las precipitaciones, aunque son elevadas, son bastante menores que en la costa de Cantabria. En invierno suelen ser en forma de nieve o de aguanieve si la temperatura no es lo suficientemente baja. Las precipitaciones son mucho más elevadas en las zonas altas, que en las zonas de valle de Campoo. Al estar la comarca rodeada de altas montañas, las precipitaciones suelen concentrarse en las zonas altas.
| Parámetros climáticos promedio de Reinosa en el periodo 1961-1994 | Parámetros climáticos promedio de Reinosa en el periodo 1961-1994 | Parámetros climáticos promedio de Reinosa en el periodo 1961-1994 | Parámetros climáticos promedio de Reinosa en el periodo 1961-1994 | Parámetros climáticos promedio de Reinosa en el periodo 1961-1994 | Parámetros climáticos promedio de Reinosa en el periodo 1961-1994 | Parámetros climáticos promedio de Reinosa en el periodo 1961-1994 | Parámetros climáticos promedio de Reinosa en el periodo 1961-1994 | Parámetros climáticos promedio de Reinosa en el periodo 1961-1994 | Parámetros climáticos promedio de Reinosa en el periodo 1961-1994 | Parámetros climáticos promedio de Reinosa en el periodo 1961-1994 | Parámetros climáticos promedio de Reinosa en el periodo 1961-1994 | Parámetros climáticos promedio de Reinosa en el periodo 1961-1994 | Parámetros climáticos promedio de Reinosa en el periodo 1961-1994 |
| Mes | Ene.                                                              | Feb.                                                              | Mar.                                                              | Abr.                                                              | May.                                                              | Jun.                                                              | Jul.                                                              | Ago.                                                              | Sep.                                                              | Oct.                                                              | Nov.                                                              | Dic.                                                              | Anual                                                             |
| --- | ----------------------------------------------------------------- | ----------------------------------------------------------------- | ----------------------------------------------------------------- | ----------------------------------------------------------------- | ----------------------------------------------------------------- | ----------------------------------------------------------------- | ----------------------------------------------------------------- | ----------------------------------------------------------------- | ----------------------------------------------------------------- | ----------------------------------------------------------------- | ----------------------------------------------------------------- | ----------------------------------------------------------------- | ----------------------------------------------------------------- |
| Temp. media (°C) | 2.1                                                               | 3.0                                                               | 4.6                                                               | 6.4                                                               | 9.1                                                               | 12.1                                                              | 14.9                                                              | 15.0                                                              | 13.3                                                              | 9.6                                                               | 5.5                                                               | 3.0                                                               | 8.2                                                               |
| Precipitación total (mm) | 99.4                                                              | 102.7                                                             | 87.2                                                              | 105.6                                                             | 87.6                                                              | 54.0                                                              | 31.2                                                              | 35.3                                                              | 56.7                                                              | 97.9                                                              | 114.1                                                             | 128.3                                                             | 1000.1                                                            |
| Fuente: Ministerio de Agricultura, Alimentación y Medio Ambiente. Datos de precipitación para el periodo 1962-2000 y de temperatura para el periodo 1964-1984 en Reinosa. |                                                                   |                                                                   |                                                                   |                                                                   |                                                                   |                                                                   |                                                                   |                                                                   |                                                                   |                                                                   |                                                                   |                                                                   |                                                                   |

## Geografía

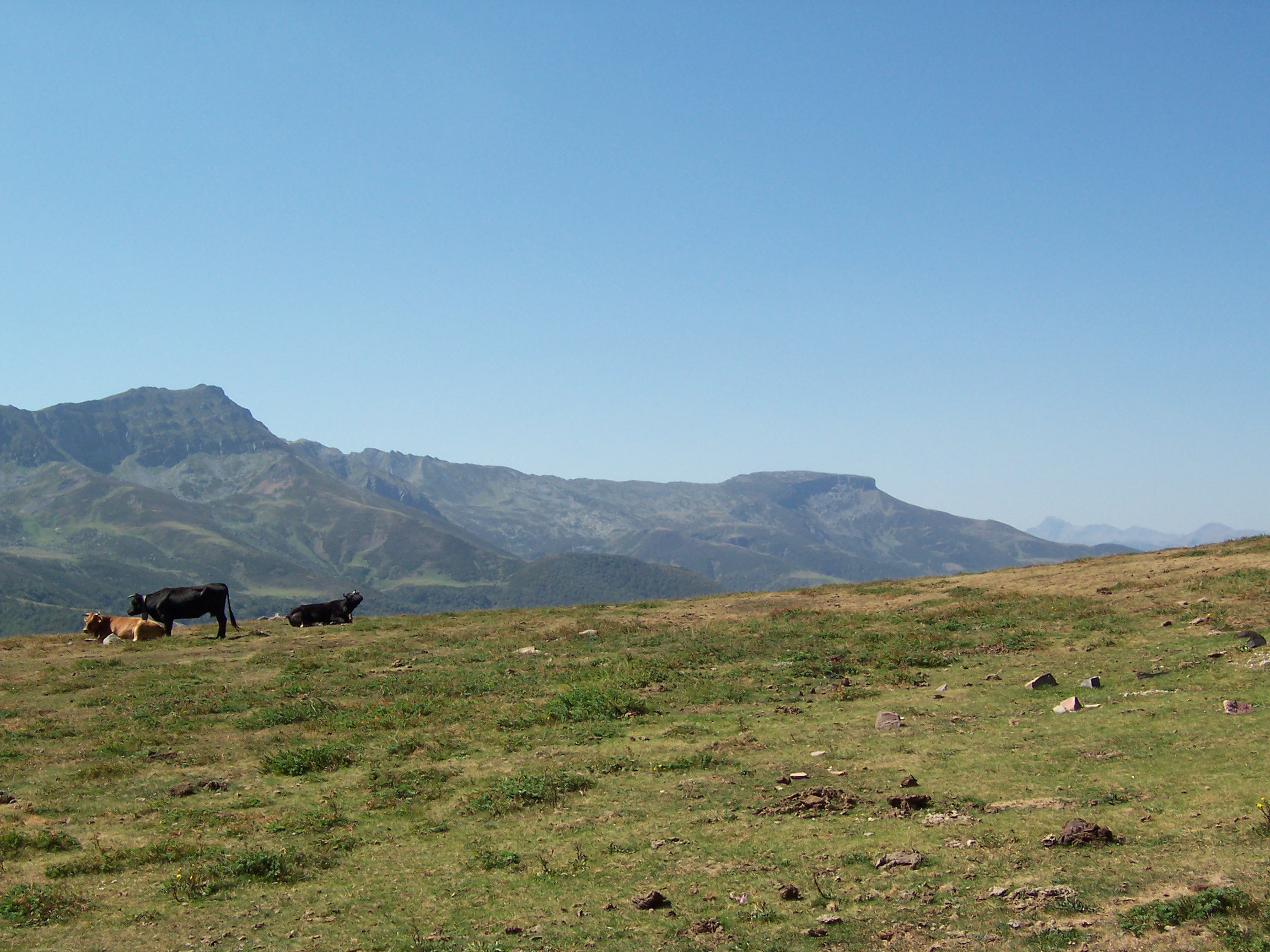
Cara norte del pico Tres Mares y Peña Labra. Al fondo, los Picos de Europa.

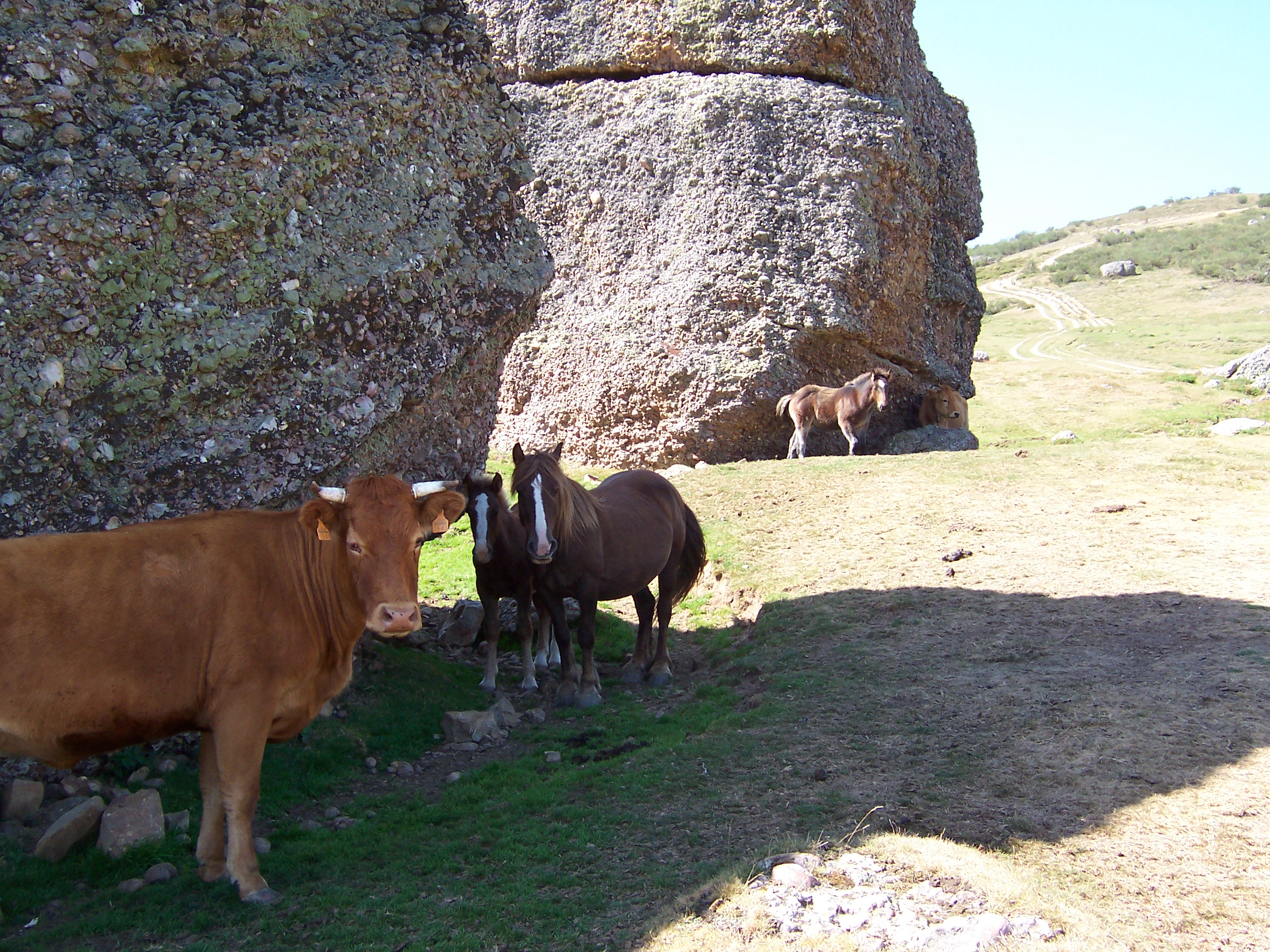
Ganado vacuno y caballar en seles campurrianos.

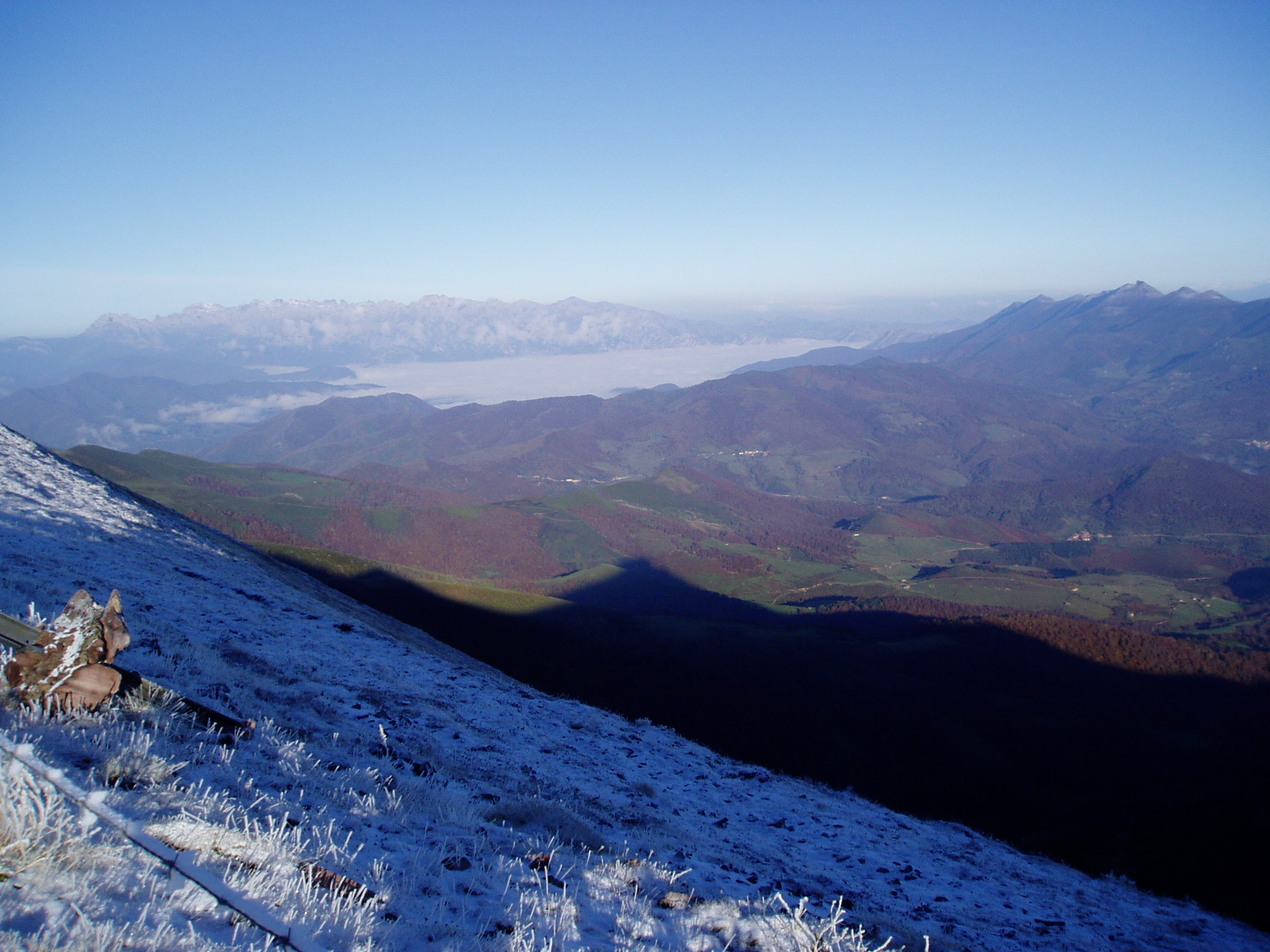
Vista desde la subida a la estación de Alto Campoo.

En la sierra de Híjar nace el río del mismo nombre, cuyo caudal supone el principal aporte hídrico al río Ebro, que aflora en la localidad de Fontibre. Este río se embalsa en los aledaños de Reinosa, formando uno de los mayores pantanos de la cuenca hidrográfica del Ebro, que actúa como principal regulador de los regadíos riojanos y navarros. En estas mismas sierras, surgidas de los movimientos tectónicos ocurridos desde finales del Cretácico hasta el Oligoceno, (orogenia alpina) se encuentran las mayores alturas de la comarca, el Cuchillón (2225 m s. n. m.) y el Tres Mares (2180 m s. n. m.), llamado así debido a que de sus faldas manan ríos que desembocarán en las tres vertientes españolas, como reza en una placa instalada en su cumbre: "Cúspide soy de Tres Mares, alborear de tres aguas cántabras a los tres mares de España". Más abajo, en el collado de la Fuente del Chivo, los versos del poeta santanderino Gerardo Diego lo aclaran: 
Ni una gasa de niebla /
ni una lluvia o cellisca /
ni una dádiva de nieve /
ni un borbollar de fuente candorosa /
dejó perderse. /
Madre soy de Iberia /
que incesante en mi seno, nace y dura. /
A los tres mares que la ciñen corren /
distintos y purísimas mis aguas. /
Al Ebro, el Híjar, el Pisuerga al Duero /
y el Nansa se despeña. /
Tres destinos /
Mediterráneo, Atlántico, Cantábrico. /
Y mi cúspide eterna /
bendiciendo, vientos de Dios, /
España, toda en torno. /
Prostérnate en mi altar si eres hispano. /
Si de otras tierras, mira, admira y calla.
El Tres Mares es el vértice del que parten las sierras de Isar y de Híjar, formando a sus pies un valle glaciar que se abre a toda la comarca. Desde sus cimas pueden verse el mar Cantábrico al Norte, los Cercanos Picos de Europa al noroeste, la Cordillera Cantábrica y Montaña palentina al sudoeste, la Meseta castellana al sur, y los valles pasiegos con las sierras de Las Encartaciones al este. En la vertiente norte se extienden los frondosos hayedos y robledales del Parque natural de Saja-Besaya, importante reserva natural donde abunda el venado, el corzo y el águila real. No es muy rara aquí la presencia del lobo ibérico, y hay citas de oso pardo, por lo que esta zona cobra importancia como vía de comunicación de las poblaciones aisladas de este plantígrado. Hay importantes colonias de buitre leonado en Polientes y las cresterías de Híjar. Entre otras especies animales de interés que pueblan la comarca, podemos mencionar al búho real, a la marta, el tasugo (tejón), el armiño, o el desmán. El pantano del Ebro alberga además una notable avifauna acuática. Entre sus especies vegetales, además de los mencionados robledales y hayedos, cabe destacar una importantísima población de acebos y abedules, además de excelentes ejemplares de tejo, árboles todos ellos estrictamente protegidos por la ley española.

## Etnografía

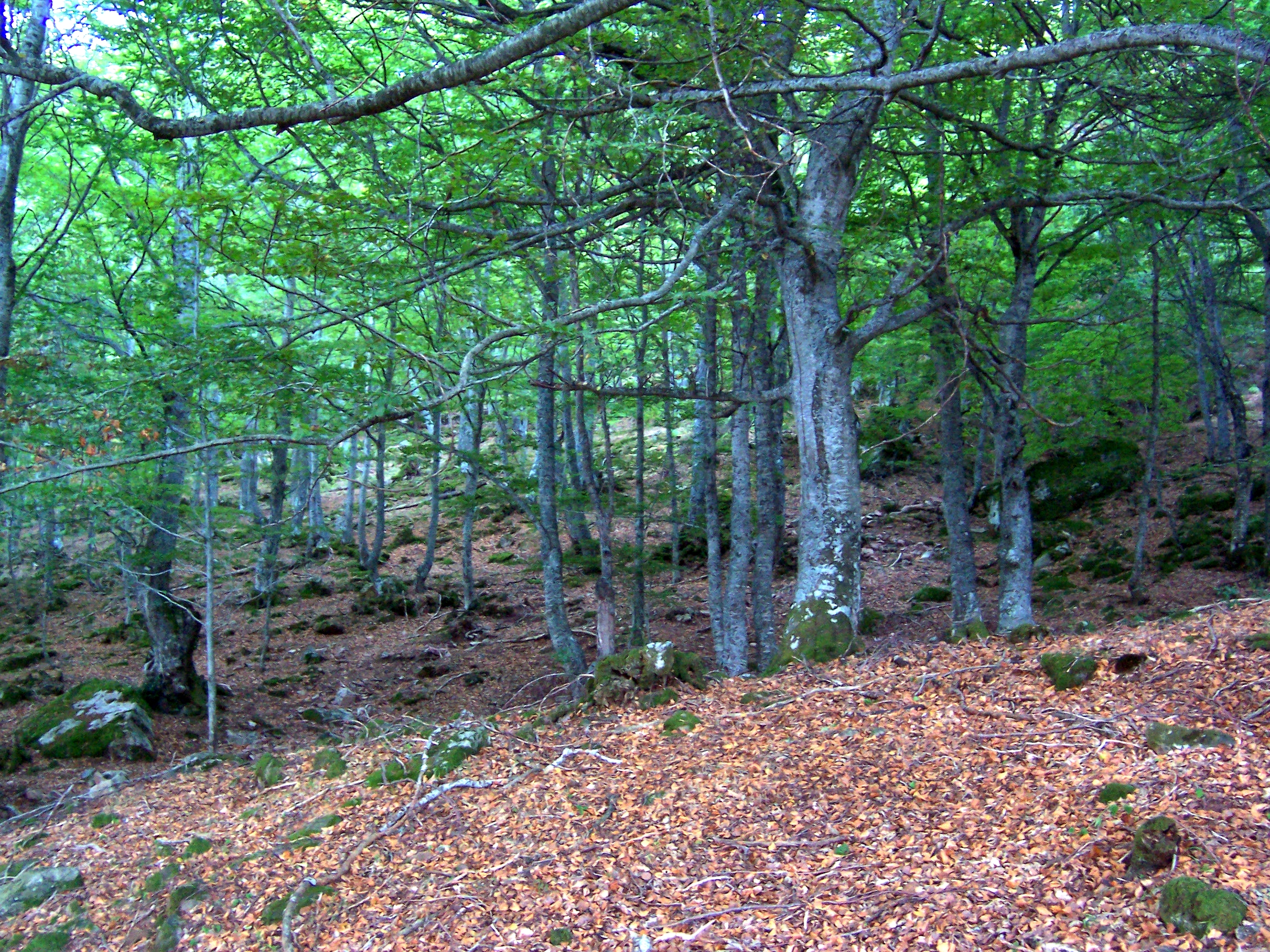
Hayedo del Umbrañal (La Lomba).

A los habitantes del valle de Campoo se les llama campurrianos, y su lengua es el castellano, influido por una variante dialectal astur-leonesa. El Día de Campoo se celebra el último domingo de septiembre, como parte de las fiestas de San Mateo. El acto principal del día es un desfile de carros engalanados que reproducen escenas de la vida cotidiana tradicional, tirados por bueyes y vacas tudancas. Otras fiestas de importancia son la de Los Campanos en Abiada, que se celebra el primer domingo de septiembre para celebrar el fin del estío bajando al valle las vacas engalanadas desde los puertos de verano, y Las Nieves (15 de agosto, en Naveda). Una de las características más llamativas del atuendo tradicional son las "albarcas", calzado similar a la madreña asturiana, talladas primorosamente en madera de abedul (en la actualidad se hacen industrialmente con haya). Otro complemento típico del campurriano es el "palo pinto", una vara de avellano grabada al fuego, de la que se ayudan para andar en el monte y arrear el ganado. La economía campurriana ha estado tradicionalmente ligada a la ganadería de vacuno, y los campurrianos tenían fama bien reputada de carreteros y canteros. Los carreteros campurrianos eran los encargados de realizar el intercambio de mercaderías entre la meseta y la capital de la provincia, rehaciendo insistentemente la ruta de los foramontanos que repoblaron Castilla.
En la comarca abundan magníficos ejemplos del románico montañés, de entre los que destacan eminentemente la Colegiata de Cervatos, la colegiata de San Martín de Elines, y la iglesia de Santa María la Mayor de Villacantid, además de las iglesias de Bolmir y Retortillo, San Andrés y San Martín de Valdelomar. El monasterio de Nuestra Señora de Montesclaros, barroco-montañés del XVII, alberga a la patrona de la Merindad de Campoo, que despierta gran devoción en la zona. Fue construido a partir de una iglesia rupestre y conserva un retablo del XVIII.
En la arquitectura civil campurriana destacan las abundantes casas solariegas de sillares con escudo y solana (Mazandrero, Naveda, Celada, Reinosa, Pesquera, etcétera). En la arquitectura militar hay que mencionar al castillo de Argüeso, edificación del siglo XII desde la que Don Iñigo López de Mendoza, administró el señorío de Campoo y su marquesado de Argüeso en el siglo XV. Otras interesantes edificaciones cívico-militares son las torres de los Bustamante en la Costana, la de Ruerrero, la de San Martín de Hoyos, la de los Gómez Bárcena de San Miguel de Aguayo, y la de Los Ríos de Proaño.
Mención especial merecen las ruinas de la ciudad romana de Julióbriga, a 4 kilómetros de Reinosa, en la localidad de Retortillo, fundada por la IV legión romana en el siglo I a. C. sobre un antiguo castro cántabro. La romanización de los cántabros que se dilató 200 años (hecho sin parangón posible en toda la historia del Imperio romano) tuvo aquí un trascendental capítulo en la batalla de Aracillum (Aradillos). El relato de este episodio supera el objeto de estas líneas, y bien merece su estudio en otro artículo.
La comarca de Campoo volvió a ser protagonista de otro importante episodio bélico 2000 años después, durante la guerra civil española, cuando las Brigadas de Navarra rompían la resistencia del ejército del Frente Popular en la sierra de Híjar y precipitaban la pérdida republicana de Santander.

## Historia

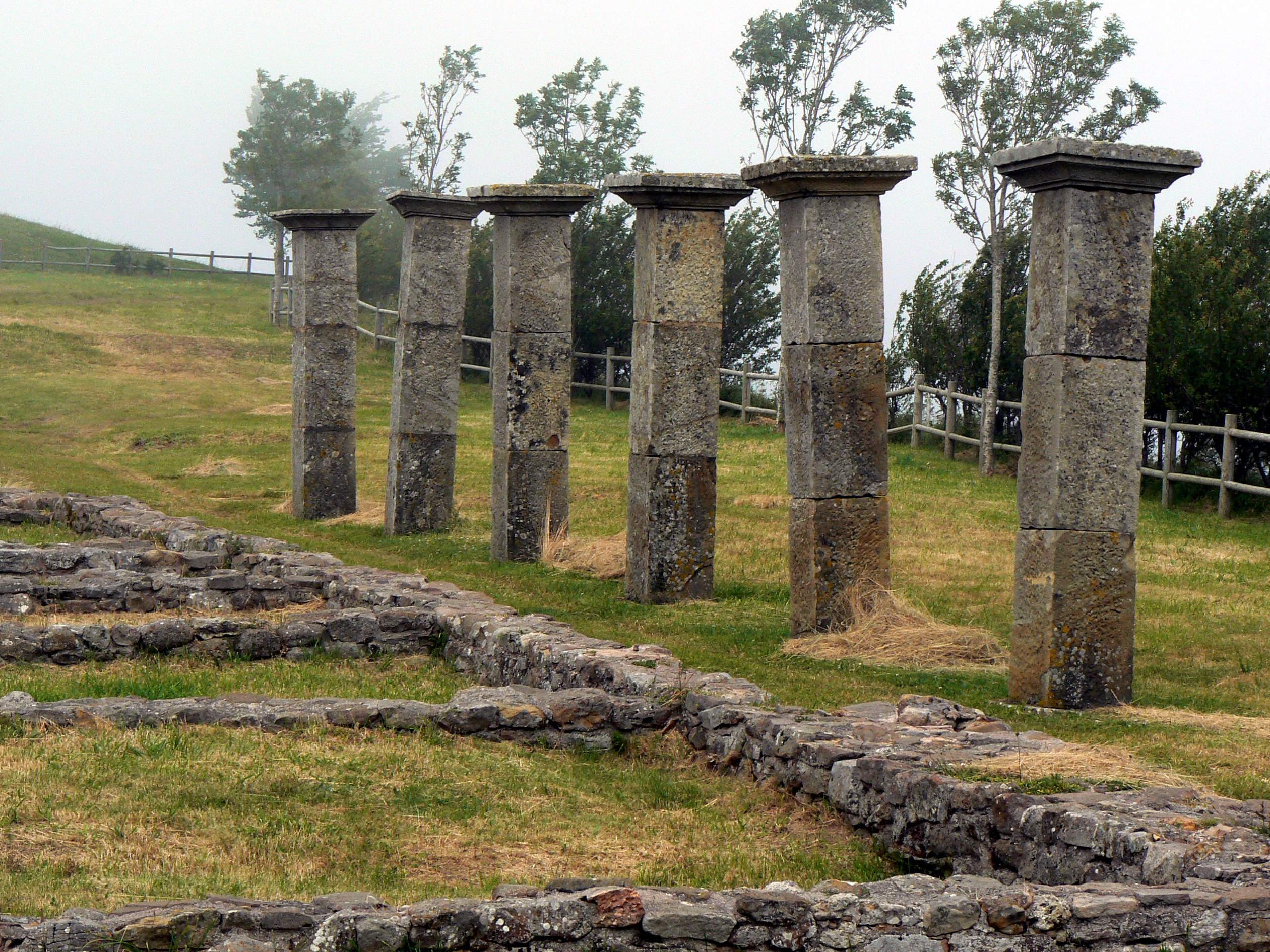
Restos romanos de la localidad de Retorillo que tradicionalmente han sido vinculados con la ciudad romana de Julióbriga.

La presencia de poblaciones prehistóricas en la comarca está demostrada por la existencia de algunos restos de arte esquemático en lugares como el Abrigo del Cubular o el Ídolo de Ruanales, ambos en el municipio de Valderredible y también por la aparición de numerosos menhires que se encuentran especialmente concentrados en el municipio de Valdeolea.
En cuanto a la presencia romana, la comarca es una de las que mayor número de yacimientos de esta época presenta de Cantabria, destacando especialmente la ciudad romana de Julióbriga en la localidad de Retortillo, así como el yacimiento de Camesa-Rebolledo en Valdeolea. También hay otros restos de la presencia romana como el Campamento romano de El Cincho en el municipio de Campoo de Yuso. 
La cristianización del territorio está atestiguada por la construcción de iglesias y eremitorios rupestres, en un conjunto denominado como Iglesias rupestres de Valderredible, que constituye una de las mejores concentraciones de este tipo de construcciones de toda España. 
Las referencias en la Edad Media a esta comarca son diversas. Según el profesor Teófilo López Mata, el territorio de Campo Pau, Campodii, Campo o Campoo  pertenecía a mediados del s. IX al señorío del conde Rodrigo, como parte del Condado de Castilla. En 1087 se menciona a esta comarca como tenencia del Cid, concedida al caudillo castellano por Alfonso VI de Castilla tras la batalla de Sagrajas, y ya en 1122 aparecía como posesión del conde Rodrigo González. A mediados del siglo XIV, la mayor parte de su territorio estaba bajo la jurisdicción del señorío de Aguilar de Campoo y su titular, Tello de Castilla
Según se recoge en el Libro de las Merindades de Castilla o Becerro de las Behetrías de Castilla (de aproximadamente 1352), la Merindad de Aguilar de Campoo comprendía tanto municipios del sur de la actual Cantabria, como del norte de la provincia de Palencia y de la de Burgos, siendo su capital la hoy palentina Aguilar de Campoo, antigua cabeza del vasto Marquesado de Aguilar de Campoo. A finales de la Edad Media, la Merindad de Campoo con capital en Reinosa, se desgajó de la de Aguilar de Campoo. Ambos territorios nunca volverían a unirse y tras la división provincial a principios del siglo XIX  el Campoo palentino, quedó con Aguilar de Campoo como población más importante, y englobado actualmente en la amplia comarca de la Montaña Palentina. El Campoo cántabro, con Reinosa como capital, perteneciente a la antigua provincia de Toro, se integró en 1833 en la provincia de Santander (actualmente comunidad autónoma de Cantabria) conformando la actual comarca de Campoo-Los Valles.

## Población
A pesar de la gran extensión de la comarca, cuyo territorio es casi el 20% del territorio total de Cantabria, solo viven en ella unos 20 500 habitantes (lo que supone poco más del 3,5% de la población total de Cantabria). Esto hace que la densidad de población de la comarca sea muy baja, de aproximadamente 20 habitantes por km².
A mediados de 1970, la comarca sufrió un despoblamiento y envejecimiento demográfico, debido especialmente al declive de la empresa nacional La Naval (Forjas y Aceros de Reinosa), industria antiguamente floreciente y con acreditado prestigio internacional en el sector de la construcción naval y armamentística.
La industria estuvo muy desarrollada en la zona de Reinosa, pero perdió importancia a partir del año 1987. En abril de 1987 se sucedieron importantes disturbios en Reinosa, con motivo de frenar los despidos masivos que planteaba La Naval. Estos enfrentamientos en Matamorosa (localidad cercana a Reinosa) entre sindicalistas y la Guardia Civil causaron la muerte de un miembro de Comisiones Obreras, Gonzalo Ruiz. El suceso no dejó indiferente a nadie, y fue llevado más tarde a los juzgados con la querella contra la Guardia Civil de la viuda de la víctima.
Sin embargo, tras una traumática reconversión industrial, y un importante desarrollo del sector turístico, esta comarca cántabra debe optar entre una siderurgia contaminante o basar su economía en el turismo. En la actualidad, sus principales recursos económicos son los ya mencionados del turismo (especialmente volcado hacia el alojamiento rural y los deportes de aventura que se realizan en el entorno del Embalse del Ebro, además de los deportes de invierno que se realizan en la estación de Alto Campoo) y la industria siderúrgica, además de la ganadería de carne (especialmente de vacuno y caballar, mucho menos importante esta última).

### Distribución de la población
La población total de la comarca alcanza la cifra de 20 520 habitantes. Más de la mitad de esta población reside en Reinosa y las localidades que rodean a la ciudad como Matamorosa o Nestares, mientras que el resto vive dispersa por los distintos pueblos de la comarca. Según datos del INE del año 2006 (ver tabla). Según los datos del mismo año, sus tres núcleos más poblados, de mayor a menor, son: Reinosa (10 370), Campoo de Enmedio (3932) y Hermandad de Campoo de Suso (1946). Y sus tres núcleos menos poblados son: Pesquera (79), Valdeprado del Río (291) y Las Rozas de Valdearroyo (292).

## Comunicaciones
La comarca de Campoo-Los Valles ha sido tradicionalmente una zona muy aislada del resto de Cantabria por las deficientes comunicaciones que hasta hace pocos años existían; la dificultad del puerto de Hoces de Bárcena, imprescindible para llegar de la comarca al resto de Cantabria complicaban mucho las comunicaciones, especialmente en invierno. No obstante la finalización en el año 2008 de la autovía Cantabria-Meseta comunicó definitivamente la comarca con el resto de Cantabria mediante una vía de alta capacidad, e hizo además que esta autovía que es la principal vía de comunicación entre Cantabria y el resto de España, atravesara la comarca de Campoo-Los Valles de norte a sur, lo que fue muy importante para terminar con el tradicional aislamiento de la zona.
Además de las comunicaciones por carretera, la comarca también cuenta con comunicación ferroviaria con el resto de Cantabria a través de la línea C1 de la red de Cercanías Cantabria, que tiene como inicio la capital de Cantabria y que finaliza en la propia ciudad de Reinosa. Además la estación de Reinosa también cuenta con servicios de Media Distancia y de Larga Distancia de RENFE que unen la comarca con ciudades como Aguilar de Campoo, Palencia, Valladolid, Segovia o Madrid. El Ferrocarril de La Robla de FEVE que une Bilbao con León también atraviesa la comarca, donde tiene varias paradas, siendo la más importante la de Mataporquera.

## Fiestas

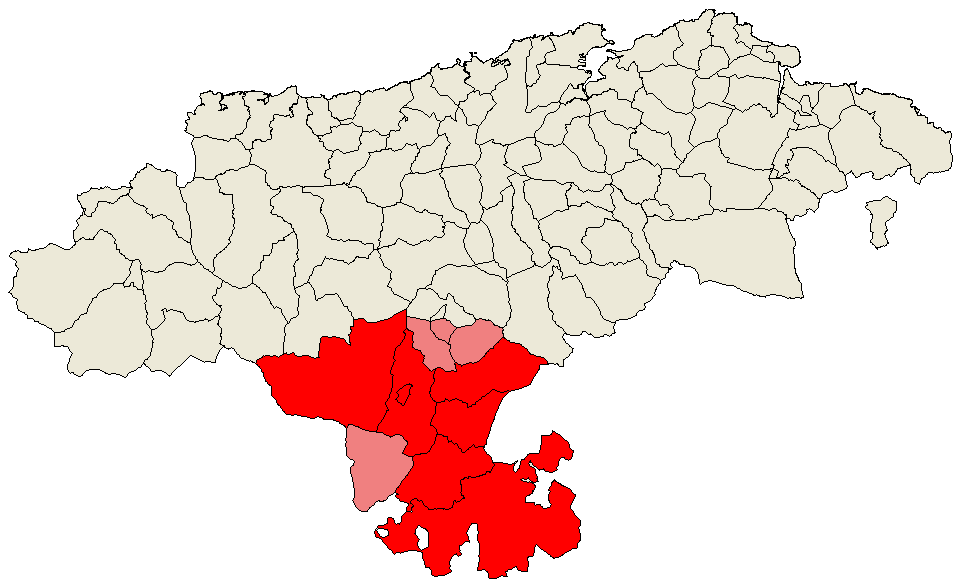
En rojo, la Cantabria del Ebro en sentido estricto. Con un tono más claro, el resto de municipios que componen la comarca de Campoo-Los Valles.

- Hormiguera. Santa Juliana. 28 de junio.
- Sotillo. San Antonio. 13 de junio.
- San Vitores. San Vitores. 28 de agosto.
- Valdeprado del Río. Santa Marina. 18 de julio.
- Reocín de los Molinos. San Blas. 3 de febrero.
- Arcera. Nuestra Señora del Rosario. 7 de octubre.
- San Andrés. Nuestra Señora. 15 de agosto.
- Fiesta de la Rosa. Último domingo de mayo. Es la fiesta típica de Valdeprado del Río, aunque es muy conocida en todo el valle de Campoo. Se celebra el último domingo de mayo. Ese día es típico comprar una rosa en el Monasterio de Nuestra Señora de Montesclaros, la cual se bendice en la Eucaristía por el obispo de la diócesis de Santander. Es típico también ese día, una vez terminada la Eucaristía, comer todos al aire libre.
- Fiesta de Procuradores. Segundo domingo de septiembre. Jornada esta, en que los representantes de los once municipios que integran la Merindad de Campoo, se reúnen en el Monasterio de Nuestra Señora de Montesclaros para rendir homenaje y venerar a la que es su patrona, la Virgen de Montesclaros. La fiesta de los Procuradores es una antigua tradición, desde que se instituyó la Merindad de Campoo en 1880,por la que una vez al año se reúnen en Montesclaros los alcaldes de los once municipios. A esta celebración le sigue una nueva reunión de los presidentes de los municipios de la Merindad, que se celebra el día 8 de diciembre (Inmaculada Concepción), iniciándose los actos del ”sermón de la Peseta» a cargo del superior de los dominicos, en cuyo transcurso entregan a la Merindad una peseta en concepto de renta anual del monasterio.
- Aldea del Ebro. San Juan. 24 de junio.
- Mediadora. Santa Bárbara y San Roque.
- Bustidoño. San Bartolomé. 24 de agosto.

## Destacado
- Estación de esquí Alto Campoo.
- Embalse del Ebro.
- Valle de Campoo.
- Ferrocarril de La Robla.
- Iglesias rupestres de Valderredible.
- Iglesia de Arroyuelos.
- Juliobriga.
- Ídolo de Ruanales.
- Abrigo del Cubular.

## Galería

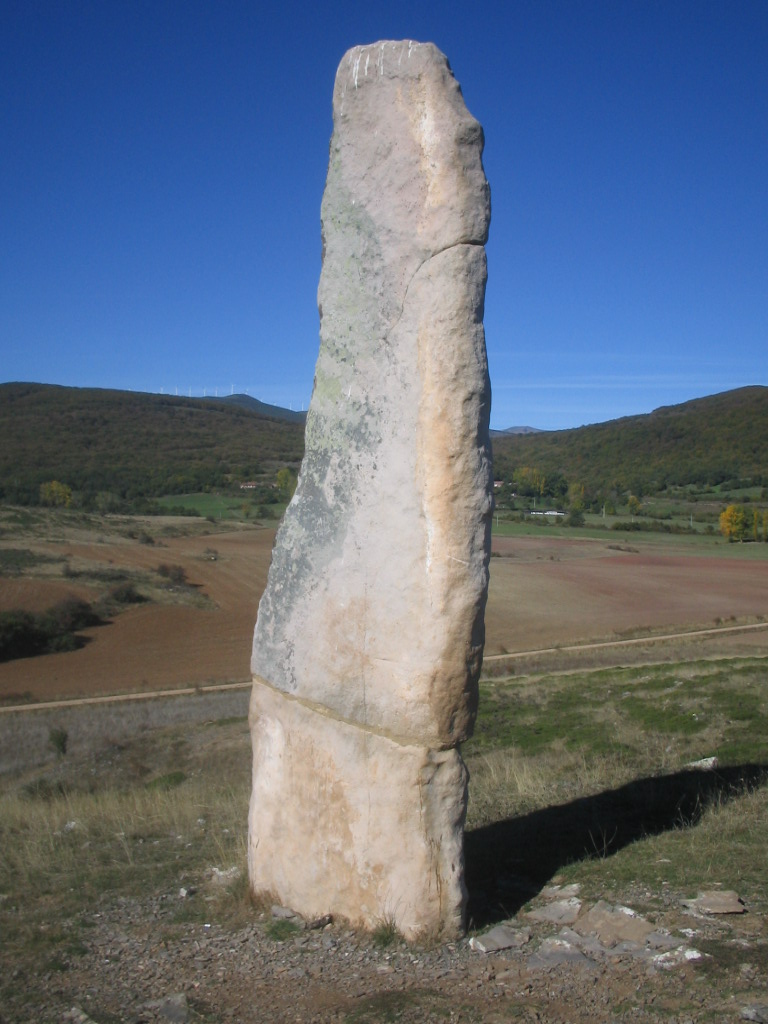
El Cabezudo, de 4,85 metros, el más alto de los menhires de Valdeolea.
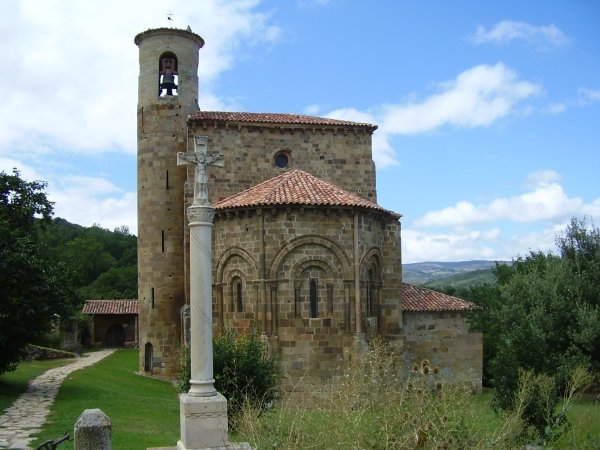
Colegiata de San Martín de Elines (Valderredible).
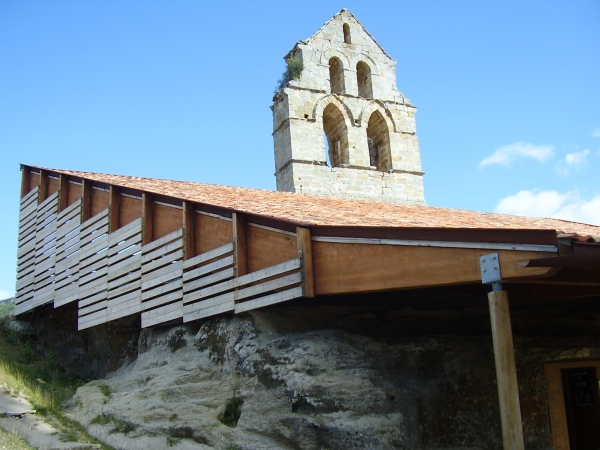
Ermita rupestre de Santa María de Valverde (Valderredible).
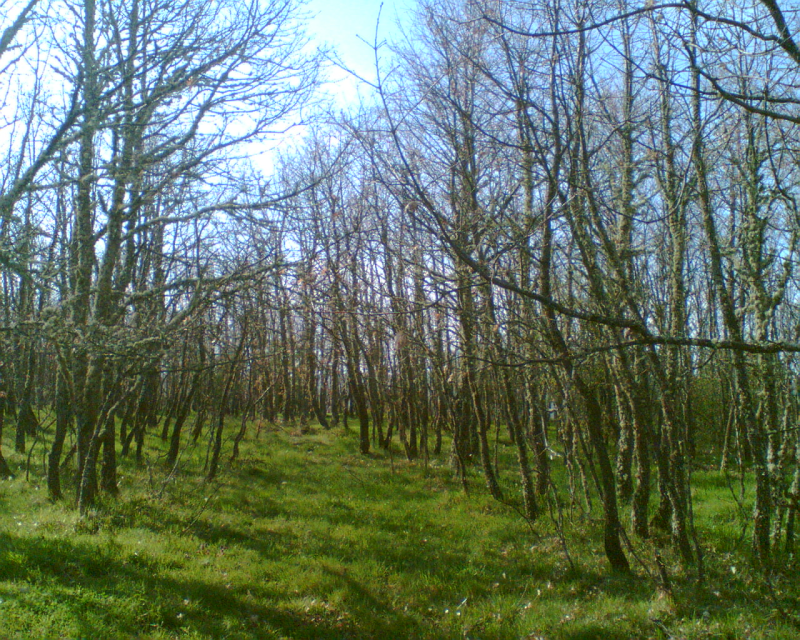
Robledal en las inmediaciones de Navamuel (Valderredible).
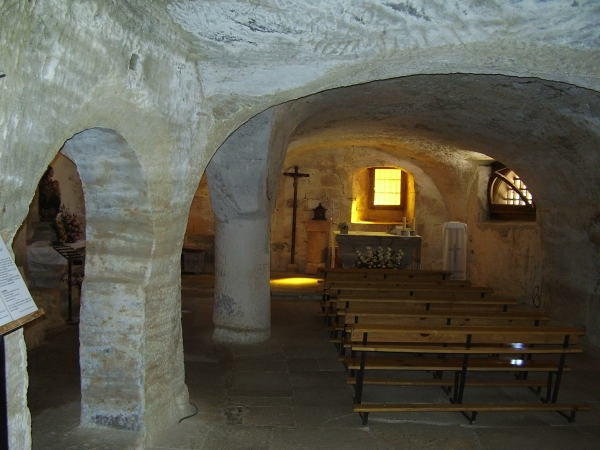
Interior de la ermita rupestre de Santa María de Valverde (Valderredible)
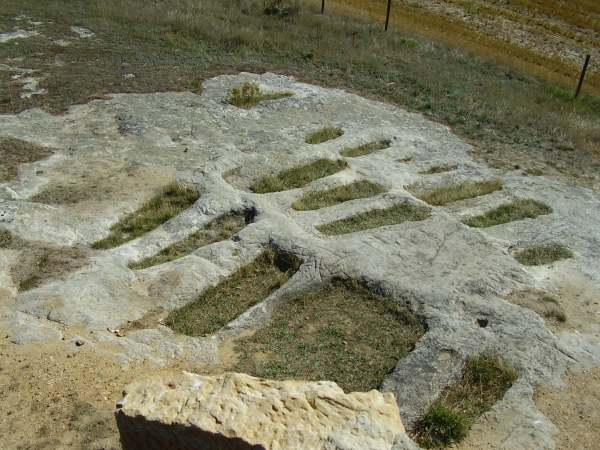
Cementerio rupestre medieval junto a la ermita de Santa María de Valverde (Valderredible).
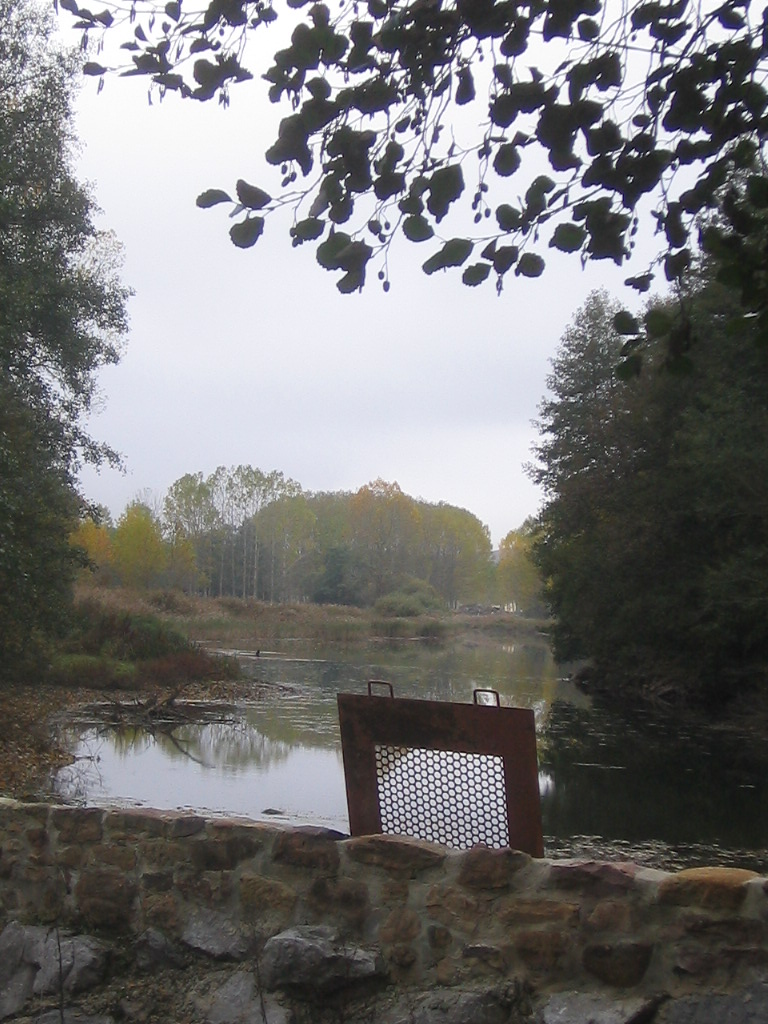
El río Ebro en los alrededores de Polientes (Valderredible).
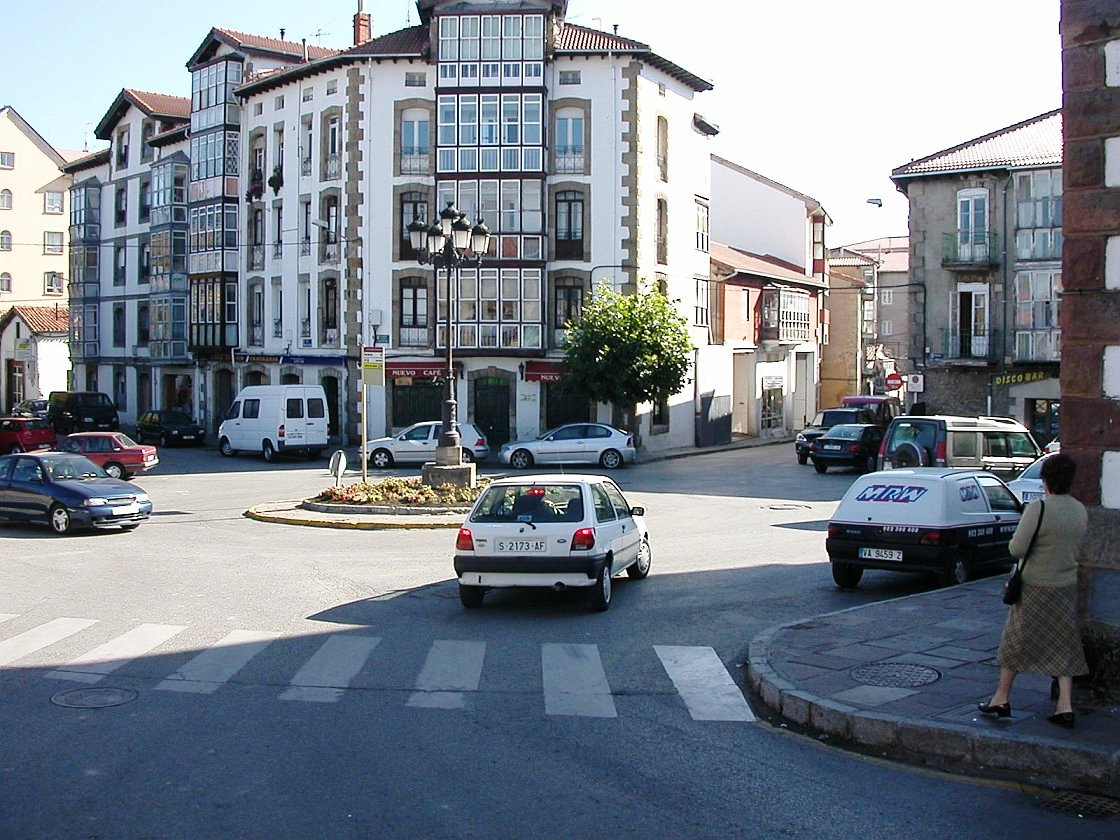
Plaza de la Libertad en Reinosa.
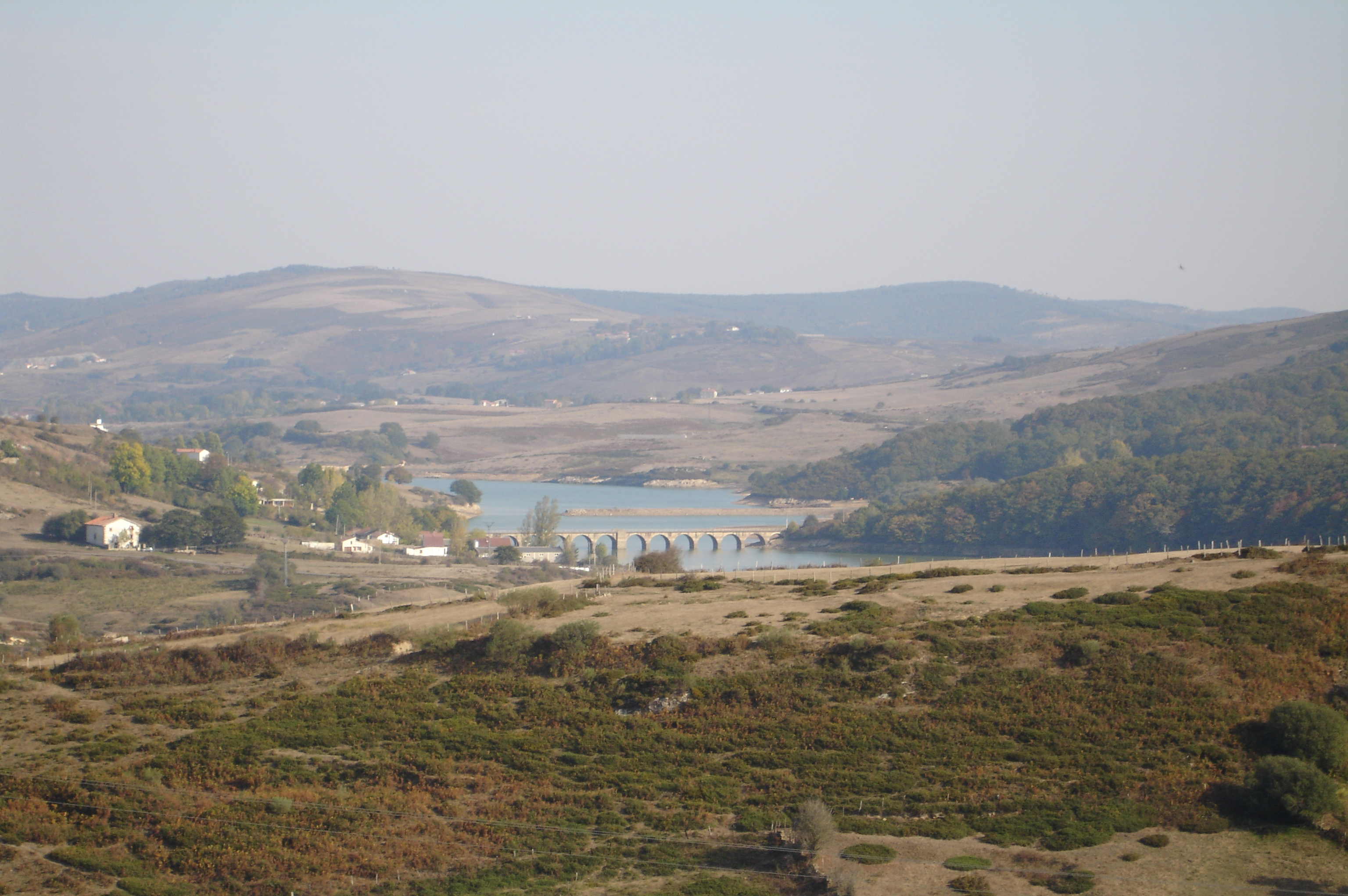
Vista del embalse del Ebro desde Julióbriga.

## Enlaces y referencias bibliográficas
La Casa de la Cultura "Sánchez Díaz"  de Reinosa viene editando en papel desde 1995 la serie "Cuadernos de Campoo", un trabajo riguroso y documentado sobre los más diversos aspectos de Campoo, producido por expertos en diferentes materias. Desde hace un tiempo estos cuadernos han visto la luz en Internet en su versión digitalizada. El lector podrá encontrar información sobre los temas aquí tratados en esta interesante serie, de la que se ofrecen algunos enlaces:
- http://vacarizu.es/Cuadernos/Cuaderno_1.htm
- http://vacarizu.es/Cuadernos/Cuaderno_23/La_destruccion_de_la_memoria.htm
- http://vacarizu.es/Cuadernos/Cuaderno_36/Montanas_de_Campoo.htm
- http://vacarizu.es/Cuadernos/Cuaderno_9/Torres_medievales.htm
- http://vacarizu.es/Cuadernos/Cuaderno_10/Los_foramontanos.htm
- http://vacarizu.es/Cuadernos/Cuaderno_14/La_Naval_de_Reinosa.htm

### Otros enlaces de interés
- http://www.laredcantabra.com/fines/campoo3.html
- http://www.cantabria102municipios.com/
- https://web.archive.org/web/20070104145342/http://www.sidenor.com/historia.asp?lan=es
- http://visorcampoolosvalles.es/